# Caprarius
Caprarius is een Romeins cognomen. De naam betekent 'geitenhoeder' en behoort tot de categorie cognomina die een beroep weergeeft.
Een bekende Romein met het cognomen Caprarius was Gaius Caecilius Metellus Caprarius (± 159 v.Chr. - ± 98 v.Chr.), censor in 109 v. Chr.